# لنشیتسه
لنشیتسه (به چکی: Lenešice) یک منطقهٔ مسکونی در جمهوری چک است که در ناحیه لوونی واقع شده‌است. لنشیتسه ۱۳٫۷۱ کیلومتر مربع مساحت و ۱٬۳۶۱ نفر جمعیت دارد و ۱۸۲ متر بالاتر از سطح دریا واقع شده‌است.